# Техаський Сфінкс
Техаський Сфінкс (англ. The Texas Sphinx) — американський короткометражний вестерн режисера Фреда Келсі 1917 року.

## У ролях
- Гаррі Кері — Кренмен
- Еліс Лейк — Елсі МакГіббон
- Хут Гібсон — Боб Джайлс
- Ед Джонс — шериф Дейв Бакстер
- Вільям Стіл
- Вестер Пегг